# Audun-le-Tiche
Audun-le-Tiche település Franciaországban, Moselle megyében. Lakosainak száma 7268 fő (2022. január 1.). Audun-le-Tiche Esch-sur-Alzette, Crusnes, Villerupt, Aumetz, Ottange és Russange községekkel határos.

## Népesség
A település népességének változása:
| Lakosok száma | 7698 | 6391 | 5959 | 5949 | 6596 | 6753 | 6846 | 7048 | 7108 | 7268 |
|               | 1968 | 1982 | 1990 | 2006 | 2013 | 2015 | 2017 | 2019 | 2020 | 2022 |